# Sturmabteilung Koch

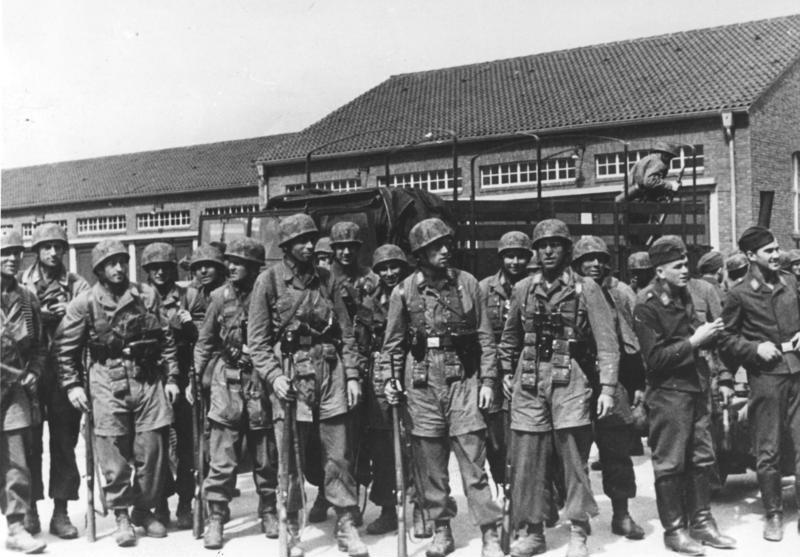
Paraquedistas alemães em Eben-Emael

Sturmabteilung Koch (também conhecido por Luftlande-Sturm-Regiment 1 ou Versuchsabteilung Friedrichshafen) foi um regimento paraquedista (Fallschirmjäger) durante a Alemanha Nazi que capturou a Fortaleza Eben-Emael na Bélgica, participou na Batalha de Creta e também lutou na Frente Oriental.

## Comandantes
- Coronel Walter Koch, 2 de Novembro de 1939 - 31 de Agosto de 1940[2]
- Major-general Eugen Meindl, 1 de Setembro de 1940 - 21 de Maio de 1941[2]
- Coronel Bernhard Ramcke, 21 de Maio de 1941 - 18 de Junho de 1941[2]
- Major-general Eugen Meindl, 19 de Junho de 1941 - 26 de Fevereiro de 1942[2]